# Leung Sing-Bor
Leung Sing-Bor (Singapore, 1908 – 12 februari 1981) (jiaxiang: Guangdong, Nanhai) was een bekende Kantonese operaspeler. Ook speelde meneer Leung vaak in televisieprogramma's van TVB (televisie). Hij was van 1965 tot 1970 de voorzitter van de Chinese Artist Association of Hong Kong, een Kantonese operagezelschap.
Hij werd in 1908 in Singapore geboren als Leung Guang-Choy (梁廣才) en was de zoon van Leong Yuet, een beroemde Kantonese operaspeler in Singapore. Leung Sing-Bor overleed in 1981 op 73-jarige leeftijd aan een darmtumor.
Hij had drie dochters, die nu alle drie Kantonese operaspeelster of actrice zijn.
- Gemeinsame Normdatei: 1247581268
- International Standard Name Identifier: 0000 0000 4506 4105
- Library of Congress Control Number: no2004117016
- Virtual International Authority File: 78501455
- WorldCat: E39PBJB8rXDpcWmCydxM4vmmVC